# 트리오 소나타
트리오 소나타(trio sonata)는 3중주 소나타이다. 바로크 시대에만 유행하였다고 해도 무방한 것으로서, 연주 악기가 3개라는 것이 아니라 독립된 3성부(聲部)를 가진 소나타라는 뜻으로 해석해야 할 것이다. 일반적으로 말해서 대개 같은 정도의 높이의 음역을 움직이는 2성부와 그것을 받드는 저성부(低聲部)의 3개성부로 이루어지나, 바로크 시대의 통례로서 저성부에는 다시 화음을 나타내는 통주저음용의 악기(쳄발로나 오르간)가 가해진다. 위의 2성부는 바이올린이나 관현악기로 연주되는 경우가 많으며, 저성부는 첼로나 비올라 다 감바 등이 많았다. 따라서 트리오 소나타는 보통 4개의 악기로 연주된다. 그러나 한편 이러한 3성의 소나타라는 원칙에서 오르간 독주용도 있고, 관현악용의 것도 작곡되었다. 그리고 트리오 소나타는 전고전파의 시대에 현악4중주곡으로 점차 바뀌었다.